# Holoscotolemon unicolor
Holoscotolemon unicolor is een hooiwagen uit de familie Cladonychiidae.